# Antoni Dalmases

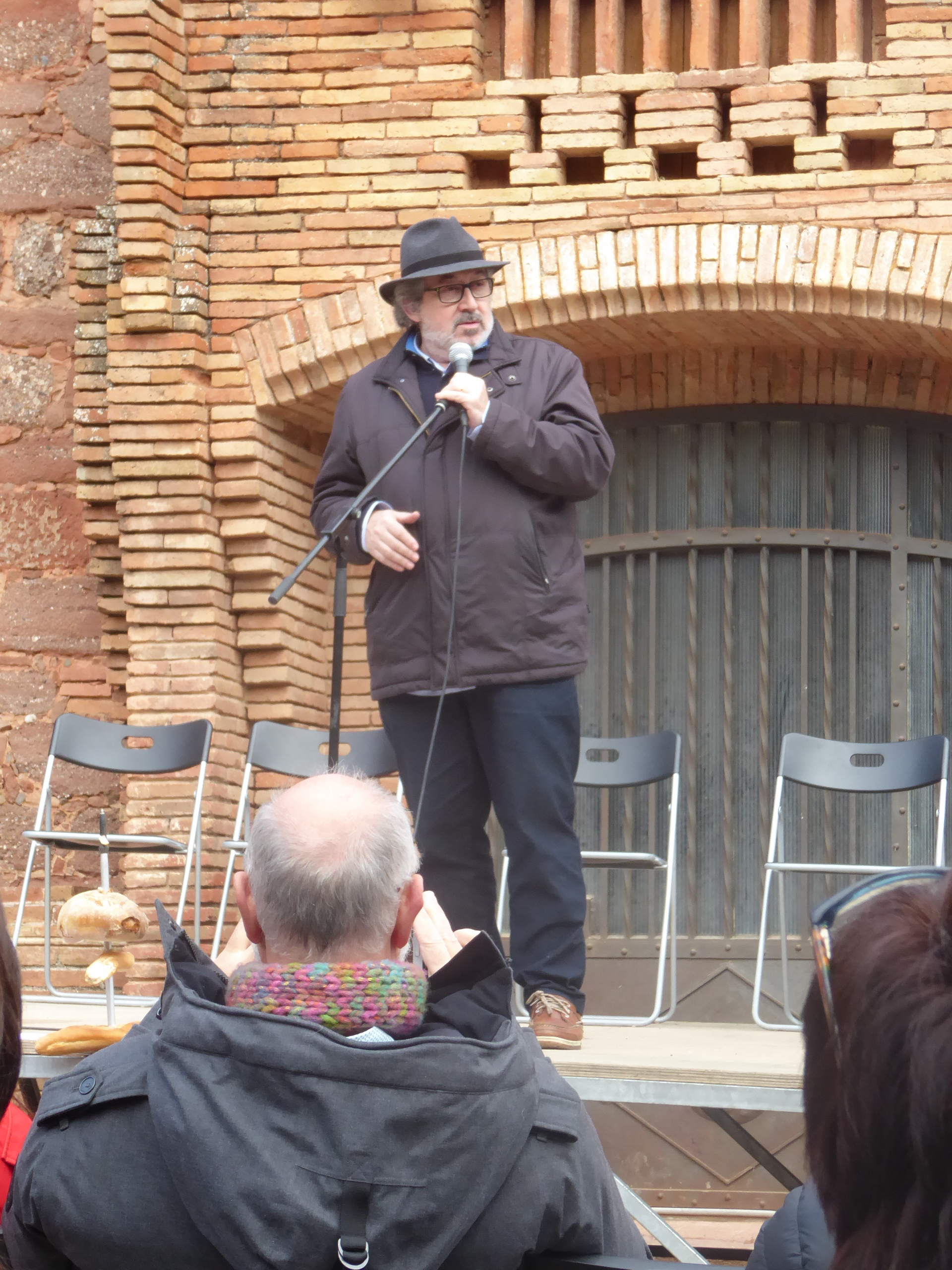
Antoni Dalmases, en un vermut poético en homenaje a Pere Quart en el Marquet de les Roques

Antoni Dalmases Pardo (Sabadell, 17 de julio de 1953) es un escritor de Cataluña, España.
Licenciado en Filología hispánica, ha trabajado como profesor de literatura en un instituto de bachillerato. Es colaborador habitual de varios medios de comunicación. Su obra, escrita en catalán, ha estado dirigida, en parte, a la literatura infantil y juvenil.

## Obras

### Narrativa breve
- La sorprenent història d'en Joan No-me'n-recordo, (1990).
- L'Elisenda i el mar, (1992).
- La infinitud dels parcs, (1993).
- El cargol cuataronja, (1993).
- Les línies de l'atzar, (1993).
- Són estranys, els grans!, (1995).
- El grill tabalot, (1995).
- Els ulls d'en Joan, (1996).
- Temps regirats, (2002).
- Les cuques ballaruques, (2003).
- El cargol de mar, (2006).

### Novela
- I no parava de ploure, (1986).
- Els llums irreals, (1989).
- El vescomte minvant, (2003).[1]
- La revolta de Job, (1992).
- L'última primavera, (1993).
- Doble joc, (1994).
- El castell dels dos falcons, (1994).
- Els embolics truquen per telèfon, (1994).
- Al mig del camí, (1998).
- Silvestre Malasang, (2001).
- Jo, el desconegut, (2005).
- Ull per ull, (2009).
- Escamot Venjança, (2011).

### Ensayo
- Caos a les aules. Com s’està desmantellant l’ensenyament públic, (2012).

## Premios literarios
- Premio Andròmina de narrativa por L'última primavera, 1992.
- Premio al Mejor Libro Infantil Ilustrado por El grill tabalot, 1996.